# فرودگاه انویک
فرودگاه انویک (به انگلیسی: Anvik Airport) یک فرودگاه همگانی با کد یاتا ANV است که یک باند فرود شن دارد و طول باند آن ۹۰۲ متر است. این فرودگاه در شهر آن‌ویک، آلاسکا کشور ایالات متحده آمریکا قرار دارد و در ارتفاع ۹۴ متری از سطح دریا واقع شده است.